# Zsarutörténet
Zsarutörténet (eredeti címe Flic Story), 1975-ban bemutatott francia–olasz bűnügyi akciófilm, Jacques Deray rendezésében, Alain Delon és Jean-Louis Trintignant főszereplésével. A főszereplők valós személyeket mintáznak, az 1950-es, 1960-as évek fordulóján Franciaországában. A forgatókönyvet Roger Borniche rendőrfelügyelő 1973-ban kiadott önéletrajza alapján írták, megtörtént bűncselekményekről és az éveken tartó rendőri nyomozásról.

## Cselekmény
A történet 1947 szeptemberében kezdődik. A fiatal és becsvágyó Borniche rendőrfelügyelő, egykori ejtőernyős a főnökétől, Vieuchêne tanácsostól megtudja, hogy Émile Buisson, a hírhedt bankrabló megszökött a börtönből, és Borniche dolga lesz elfogni. A főnök figyelmezteti, hogy Buisson, aki jól megtervezett rablásait még a 40-es évek első felében, a háború előtt és alatt követte el, intelligens és igen veszélyes bűnöző, aki veszélyt érezve azonnal lőfegyvert használ, és mindenkit megöl, akit veszélyesnek lát. Borniche vonakodva bár, de tanulmányozni kezdi Buisson dossziéját. Kollégáival ellentétben Borniche szigorú és módszeres nyomozást folytat, a gyanúsítottakat nem veréssel, hanem körmönfont alkudozással készteti vallomásra. Gondosan felépített informátori hálózatot épít. Buisson életét tanulmányozva Borniche arra a meggyőződésre jut, hogy a bűnözőnek már nincs vesztenivalója, gyilkosságoktól sem fog visszariadni. Borniche-tól függetlenül a párizsi bűnügyi igazgatóság is nyomoz Buisson után, de presztízs okokból nem működnek együtt Borniche-ékkal. A film egy kilenc éven át tartó nyomozás, üldözés és vizsgálat történetét sűríti össze.
Buisson visszatér Párizsba, egy régi cinkosa özvegyénél, Bollec-nénál rejtőzik el, fivérével együtt. Még aznap este egy zsúfolt kocsmában agyonlövi a besúgót, aki évekkel korábban feladta őt, 
majd cinkosaival együtt kirabolja egy előkelő étterem gazdag vendégeit. Pénzt és ékszereket zsákmányol, menekülés közben agyonlő egy motoros rendőrt. A zsákmányt Raymond Pelletier bártulajdonos juttatja el az orgazdához, aki azonban Borniche besúgója. Tippje alapján Borniche emberei követik Buisson sofőrjét, Mariót. Rajtaütnek Buisson rejtekhelyén, elfogják Bollec-éket és Buisson fivérét is. Émile az ablakon át kiugorva elmenekül, elrejtőzik Mario ismerőseinél, de előbb elmegy Raymond-hoz és meggyilkolja. Raymond özvegyétől kapott füles alapján Borniche eljut Mario barátnőjéhez, Jennyhez, egy lengyel prostituálthoz, de ő mindent letagad. Buisson és társai bérfizetéskor betörnek egy gyárba, kirabolják a pénztárat, Buisson agyonlő két munkást. Az ügy sajtóvisszhangot ver, politikusok kikezdik a „tehetetlen” rendőrséget. Buisson elrabol egy autót, sofőrjét lelövi. A garniszálló tulajdonosából Borniche kiszedi, hogy Jennyt nemcsak Mario látogatja, hanem Paul Robier is, Buisson régi bűntársa, aki szennyes üzleteken gazdagodott meg. Borniche keresi Mariót a törzshelyén, egy bárban. Ange, a tulaj nem akarja felismerni „a digót”, de szól Buissonnak, hogy Marióról tud a rendőrség, sőt, maga a híres Borniche felügyelő keresi.
Buisson besúgónak hiszi Mariót és agyonlövi. A „szennyes” Paul Robier szerez neki új rejtekhelyet: a Lúdanyó fogadót Párizs közelében, Saint-Rémy-lès-Chevreuse-ben. Pault azonban Borniche sarokba szorítja, és zsarolással kényszeríti, hogy árulja el Buisson rejtekhelyét. Megtudja, hogy Buisson pisztolyt és elfogása esetére katonai tojásgránátot is tart magánál. Borniche kis akciócsoportot visz a fogadóba, ebédelni érkező társaságnak álcázva. Catherine, Borniche kíváncsi barátnője is velük megy. Kijátsszák Buisson éberségét, rajtaütnek és elfogják. A bandita élesíti a tojásgránátját, de azt még robbanás előtt kidobják az ablakon.
Borniche felügyelő irodájában három éven át tartó vizsgálat kezdődnek, ennek eredményeképpen Borniche 30 gyilkosságot és 100 rablást tud rábizonyítani a mindent szenvtelenül tagadó banditára. A film záró felirata tudatja a nézőkkel, hogy az esküdtszék Émile Buissont minden vádpontban bűnösnek találta, halálra ítélték és 1956-ban nyaktilóval kivégezték.

## Szereposztás
| Szerep                                       | Színész                | Magyar hangja (1. szinkron, 1976) | Magyar hangja (2. szinkron) |
| -------------------------------------------- | ---------------------- | --------------------------------- | --------------------------- |
| Roger Borniche rendőrfelügyelő               | Alain Delon            | Sztankay István (Fülöp Zsigmond)  | Schnell Ádám                |
| Émile Buisson bandita                        | Jean-Louis Trintignant | Lőte Attila                       | Andorai Péter               |
| Mario Poncini, a „digó”                      | Renato Salvatori       | Tordy Géza                        | (n. a.)                     |
| Catherine, Buisson barátnője                 | Claudine Auger         | Bánsági Ildikó                    | (n. a.)                     |
| a Saint-Appoline garniszálló tulajdonosa     | Maurice Biraud         | Kaló Flórián                      | (n. a.)                     |
| Jean-Baptiste Buisson, Émile fivére          | André Pousse           | Makay Sándor                      | (n. a.)                     |
| Raymond Pelletier bártulajdonos, besúgó      | Mario David            | Horváth Gyula                     | (n. a.)                     |
| Paul Robier, a „szennyes Paul”               | Paul Crauchet          | Benkő Gyula                       | (n. a.)                     |
| Vieuchêne rendőr-főtanácsos, Borniche főnöke | Marco Perrin           | Inke László                       | (n. a.)                     |
| Hidoine felügyelő                            | Henri Guybet           | Végvári Tamás                     | (n. a.)                     |
| Suzanne Bollec, Buisson szállásadónője       | Françoise Dorner       | (n. a.)                           | (n. a.)                     |
| René Bollec, Suzanne fivére                  | Maurice Barrier        | Gruber Hugó                       | (n. a.)                     |
| Ange, bártulajdonos                          | William Sabatier       | Szabó Ottó                        | (n. a.)                     |
| Jenny, lengyel prostituált                   | Catherine Lachens      | Czigány Judit                     | (n. a.)                     |
| a Lúdanyó fogadó tulajdonosa                 | Jacques Marin          | Suka Sándor                       | (n. a.)                     |
| Jocelyne, szobalány                          | Christine Boisson      | (n. a.)                           | (n. a.)                     |

## Fogadtatás
A Zsarutörténet (Flic Story) többnyire pozitív bírálatokat kapott a nemzetközi kritikusoktól. A Film de France munkatársa, James Travers dicsérte a főszereplők érzékét a szomorú téma humánus és mélyen átérző ábrázolásában. Travers hasonlóságokat fedezett fel Jean-Pierre Melville filmjeinek, különösen az 1967-es A szamurájnak motívumaival. A kritikus a rendező legjobb filmjeihez sorolta a Zsarutörténetet. Későbbi internetes szemlézők is hasonlóságokat éreztek hasonlóságokat Melville filmjével, és értékelték a Zsarutörténet jól ütemezett történetszerkesztését, „mindvégig fenntartott lendületét és kíméletlen őszinteségét”.
A French National Cinema kritikusa, Susan Hayward is dicsérte a filmet, mely eltért a mainstream filmes kliséktől. Hayward összehasonlította a Zsarutörténetet a hasonló műfajú kortárs amerikai filmekkel, és Deray javára írta, hogy az intellektusok küzdelmét emeli ki, szemben a nyers fizikai akciózással.
Gary Giddins kritikus 2005-ös írásában a filmet Deray legérdekesebb műveként értékelte a filmet, kiemelve Trintignant kiemelkedő színészi alakítását, a hidegvérű bűnöző karakter hátborzongatóan élethű ábrázolását.

## Valós háttér

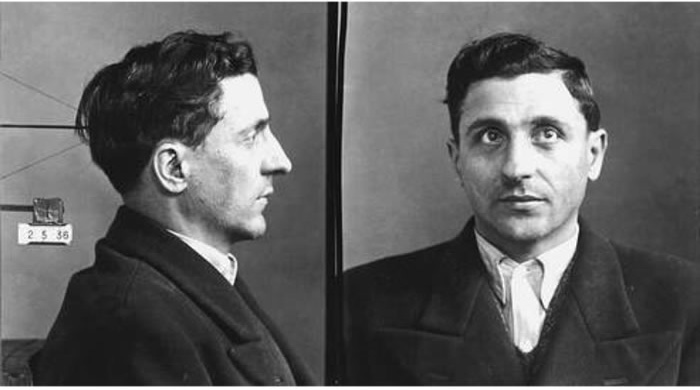
A valódi Émile Buisson fotója a francia rendőrség nyilvántartásában

A valódi Émile Buisson 1902-ben született a kelet-franciaországi Saône-et-Loire megyében. Hányatott gyermekkora volt, alkoholista apja lopni küldte őt és többi fiúgyermekét. Émile hatéves volt, amikor először vették őrizetbe lopásért és engedély nélküli fegyvertartásért. Katonai szolgálatát Marokkóban, egy gyarmati gyalogezredben töltötte, ahol az arabok elleni harcban kitüntette magát. Az ezred legjobb lövészeként szerelt le. Bátyjával együtt betörésekből és rablásból élt. 1931-ben a Buisson fivérek a rendőri körözés elől Sanghajba menekültek. Itt öt éven át bordélyházat működtettek. Egy Chicagóból jött gengszterrel üzleteltek, aki kitanította őket a modern banditizmusra, de hamis pénzzel átverte őket. Egy fillér nélkül jöttek vissza Franciaországba. Émile 1937. december 29-én Troyes-ban kirabolta a Crédit Lyonnais bank fiókját. 1938-ban elfogták, de 1940-ben a német támadás zűrzavarában megszökött. 1941-ben Marseille-ben csatlakozott a Vichy-kormány kémelhárítóihoz, akiknek megbízásából betöréseket és bérgyilkosságokat hajtott végre a megszállt területeken. A német tábori csendőrség elfogta, hamis igazolványai alapján átadta a francia rendőrségnek. 1943-ban Franciaországban köztörvényes bűnei miatt életfogytig tartó kényszermunkára ítélték. 
1947-ben megszökött, újabb fegyveres rablásokat követett el, és rövidesen az „első számú közellenséggé” vált. Charles Chenevier rendőr-főfelügyelő személyes ügynek tekintette Buisson elfogását. A fiatal Roger Borniche felügyelőt bízta meg a nyomozással, aki módszeres információgyűjtésbe fogott, és besúgókat telepített az alvilág köreibe. Több sikertelen kísérlet után sikerült azonosítania Buisson egyik bűntársát és tippadóját, akit zsarolással együttműködésre kényszerített. Rejtekhelyén Buisson nagy bankrablást tervezett, az ehhez szükséges eszközöket (gépkocsit, fegyvert) a bűntárs szállította neki, de már a rendőrség tudomásával. 1950. június 10-én az Eure megyei Claville-ban, a „Lúdanyó” nevű fogadóban Borniche akciócsoportja elfogta Buissont. Vizsgálati fogságban tartották három éven át, ezalatt 36 gyilkosságot és nagyszámú fegyveres rablást bizonyítottak rá és bűntársaira. A bíróság előbb életfogytiglanra, majd halálra ítélte. 1956. február 28-án egy párizsi börtönben nyaktilóval kivégezték. Borniche és társai magas kitüntetéseket kaptak személyes bátorságukért. 1973-ban Borniche  könyvet írt a Buisson utáni hajszáról, mely az 1975-ös film forgatókönyvének alapját képezte. A valós személyek a filmben saját nevükön, vagy megmásított, de hasonló csengésű neveken szerepelnek.

## További információ
- Zsarutörténet a PORT.hu-n (magyarul)
- Zsarutörténet az Internetes Szinkronadatbázisban (magyarul)
- Zsarutörténet az Internet Movie Database-ben (angolul)
- Zsarutörténet a Rotten Tomatoeson (angolul)
- Zsarutörténet a Box Office Mojón (angolul)
- Flic Story (1975) (francia nyelven). AlloCiné (allociné.fr)
- Flic Story (1975) (magyar nyelven). TMDB (The MovieWeb Adatbázis)
- Flic Story – Duell in sechs Runden (német nyelven). Filmdienst.de